# Humes struikzanger
De Humes struikzanger (Horornis brunnescens; synoniem: Cettia brunnescens) is een zangvogel uit de familie Cettiidae.

## Verspreiding en leefgebied
Deze soort komt voor in de Himalaya van noordelijk India, Nepal, Bhutan en zuidoostelijk Tibet.